# 続・猿の惑星
『続・猿の惑星』（ぞく・さるのわくせい、BENEATH THE PLANET OF THE APES）は、1970年のアメリカ合衆国の映画。ピエール・ブールによるSF小説『猿の惑星』を原作とする『猿の惑星』シリーズ全5作の第2作。
当時のベトナム反戦運動の影響が随所に見られる。

## あらすじ
猿の惑星の禁断地帯を旅するテイラーとノバは、突如大きな地割れと炎に襲われる。だがそれは実体が無いように見えた。不審に思ったテイラーは周囲を調べようとするが、突然岩の中に吸い込まれ消えてしまう。残されたノバは、あてどもなくさまよう。同じ頃、行方不明のテイラーたちを探して、宇宙船で旅していたブレントも未来の地球へたどり着いていた。不時着の際に、船長のマドックスを亡くして途方に暮れていたブレントは、偶然現れたノバが首に付けていたテイラーの認識票から、彼がこの惑星にいることを知って案内を求め、ノバはテイラーの言付けに従い、猿の科学者ジーラに協力を求めようと猿の町に案内する。猿の町では強硬派のウルサスが、食糧問題解決のため、ザイアスを説得して禁断地帯の征服を宣言していた。
ブレントは、ジーラと彼女の夫コーネリアスの協力を得て禁断地帯へ向かう途中で、猿の兵士に発見され、なんとか地下に逃げ込む。そこで荒廃した地下鉄跡に残っていた駅名表示から、猿の惑星が未来の地球であることを知って衝撃を受ける。ブレントはさらに地下を進み、廃墟となったニューヨークで超能力を持つ人間たちに出会う。それらは人類文明を破壊したコバルト爆弾を信仰するミュータント化した人類であり、超能力で精神に干渉して幻覚を見せることができた。それらはブレントを尋問し、猿の軍隊が禁断地帯へ近付いていることを知る。ミュータントたちは幻覚を見せて猿の軍隊を威嚇するが、ザイアスによって幻覚は見破られ、軍隊の侵攻を許してしまう。
一方、ミュータントへの協力を拒んだブレントは、テイラーが入っている牢に連れて行かれた。再会を喜ぶ間もなく、ミュータントの超能力で精神を操られた２人は殺し合いを強要される。そこにノバが現れ、テイラーの名を叫んだ。それに気をとられたミュータントの隙をついて、２人はそれを殺し牢から脱出した。ノバを加えた３人は、コバルト爆弾の使用を阻止しようとするが、ノバは猿の兵士に射殺されてしまう。ミュータントたちも武装した猿たちの前には無力に近く、次々に撃ち殺されていく。ウルサスたちは占拠した聖堂で、ミュータントから「神」と崇められているコバルト爆弾にロープをかけて引き倒そうとするが、そこにテイラーとブレントが現れたことから、銃撃戦となる。まもなく、ウルサスはブレントに殺され、そのブレントも射殺されて自らも重傷を負ったテイラー。再会したザイアスの冷酷な言葉に絶望して、テイラーは最後の力を振り絞りコバルト爆弾の起動スイッチを押した。その結果、世界は閃光に飲み込まれ、大気中の水素原子と酸素原子との核分裂による連鎖反応が起こり、太陽系の第三惑星は完全に破壊されて消滅した。

## キャスト
| 役名                                 | 俳優                       | 日本語吹替                                                   | 日本語吹替                                     |
| 役名                                 | 俳優                       | TBS版 （追加録音版）                                         | LD版                                           |
| ------------------------------------ | -------------------------- | ------------------------------------------------------------ | ---------------------------------------------- |
| ジョージ・テイラー大佐               | チャールトン・ヘストン     | 納谷悟朗                                                     | 納谷悟朗                                       |
| ジョン・クリストファー・ブレント少佐 | ジェームズ・フランシスカス | 井上孝雄 （牛山茂）                                          | 井上孝雄                                       |
| ノバ                                 | リンダ・ハリソン           | 平井道子                                                     | 江本はつみ                                     |
| ジーラ博士                           | キム・ハンター             | 平井道子                                                     | 平井道子                                       |
| ザイアス博士                         | モーリス・エヴァンス       | 熊倉一雄                                                     | 熊倉一雄                                       |
| オンガロ（ニグロ）                   | ドン・ペドロ・コリー       |                                                              | 銀河万丈                                       |
| メンデスXXVI                         | ポール・リチャーズ         | 小林修                                                       | 阪脩                                           |
| アディポソ（ファットマン）           | ヴィクター・ブオノ         | 雨森雅司                                                     | 滝口順平                                       |
| キャスペイ                           | ジェフ・コーリー           | 宮内幸平                                                     | 嶋俊介                                         |
| アルビナ                             | ナタリー・トランディー     | 沢田敏子                                                     | 沢田敏子                                       |
| ウルサス将軍                         | ジェームズ・グレゴリー     | 今西正男                                                     | 大塚周夫                                       |
| サビアン牧師                         | トーマス・ゴメス           | 宮内幸平                                                     | 小野丈夫                                       |
| コーネリアス                         | デイヴィッド・ワトソン     | 山田康雄 （多田野曜平）                                      | 富山敬                                         |
| ドノバン・マドックス大佐             | トッド・アンドリューズ     |                                                              | 村松康雄                                       |
| ヴェルジェ                           | グレゴリー・シエラ         |                                                              | 大山高男                                       |
| ナレーター                           | ポール・フリーズ           | 小林修                                                       | 納谷悟朗                                       |
| その他                               |                            | 久米勲夫 小野丈夫 遠矢忠宏 三浦伸 伊武雅刀 植村達雄 小出和明 | 織部一作 坂口哲夫 本田清澄 内田美奈子 森光純子 |
|                                      |                            |                                                              |                                                |
| 翻訳                                 | 飯嶋永昭（字幕）           | トランスグローバル                                           | 飯嶋永昭                                       |
| 演出                                 |                            | 鳥海俊材                                                     | 佐藤敏夫                                       |
| 調整                                 |                            | 杉原日出弥                                                   |                                                |
| プロデューサー                       |                            | 熊谷国雄                                                     |                                                |
| 制作                                 |                            | トランスグローバル                                           | 東北新社                                       |
| 解説                                 |                            | 荻昌弘                                                       |                                                |
| 初回放送                             |                            | 1974年11月18日 『月曜ロードショー』 21:00-22:55              |                                                |

- TBS版：2015年10月7日発売の『吹替の名盤』シリーズ ＜テレビ吹替音声収録＞HDリマスター版DVDに収録。約92分。※Disney+で配信
  - 原語に近い発音だと「ザイアス」は「ゼイウス」、「ウルサス」は「アーサス」となる。
  - 2016年4月4日にWOWOWでカット部分（約3分[4]）を追加録音したものが放送。その際故人などの各声優の部分は別の声優が代役を務めた。

## 製作
前作『猿の惑星』のヒットを受け、20世紀フォックスが続編の製作を検討した。脚本家のロッド・サーリングは続編の構想を練るが、彼が示した脚本は20世紀フォックスには受け入れられなかった。そのため、プロデューサーは原作者のピエール・ブールに相談を持ち掛け、彼はテイラーが人類を率いて猿の支配に抵抗する『人間の惑星(Planet of the Men)』を草稿として提示するが、「原作の視覚的衝撃と驚きに欠ける」として、この案も没となった。アソシエイト・プロデューサーのモート・エイブラハムズは、物語の骨子として『猿の惑星 再訪(Planet of the Apes Revisited)』を執筆し、詳細の執筆をイギリスの作家ポール・デーンに依頼し、彼は日本への原子爆弾投下で受けたトラウマと核戦争への恐怖を脚本に盛り込んだ。二人が執筆した脚本には猿と人間のハーフの子供が登場するが、獣姦を連想させるとして没となった。監督には前作に引き続きフランクリン・J・シャフナーが予定されていたが、『パットン大戦車軍団』の撮影を理由に断られたため、テッド・ポストが起用された。ポストは脚本家に前作のマイケル・ウィルソンを起用しようとしたが、予算の都合が付かず起用を断念した。ポストとブレント役のジェームズ・フランシスカスは、ブレントのキャラクター付けを行うためにデーンの脚本を50ページ以上に渡り書き換えた。
当初は前作に引き続きチャールトン・ヘストン主演の予定だったが、ヘストンは「続編を作るべきではない」と言い、出演すること自体も断っていた。しかし、リチャード・D・ザナックから「どうしても出演して欲しい」と言われ、出演する条件として「自分が演じるテイラーの出番をできるだけ減らし、最後に死ぬようにする」「自分に支払われる予定の出演料は全て慈善団体に寄付する」ことを提示し、出演が決定した。このため、脚本ではテイラーは序盤で姿を消して終盤のみの登場となり、彼に代わる主人公ブレントを設定することになった。また、前作でコーネリアスを演じたロディ・マクドウォールは『タム・リン』の撮影でスコットランドに滞在していたため出演できず、代わりにディヴィッド・ワトソンがコーネリアスを演じている。本作はマクドウォールがシリーズ5作の中で出演していない唯一の作品となった。ウルサス役にはオーソン・ウェルズが予定されていたが、彼はゴリラのメイクアップのために自分の顔が映画に映らないことを理由に出演を拒否したため、ジェームズ・グレゴリーが起用された。

## ノベライズ
- マイケル・アヴァロン『続・猿の惑星』(Beneath the Planet of the Apes) 小倉多加志訳、ハヤカワ・ノヴェルズ、1970年。NCID:BN10793060。